# Sitra
Sitra (en arabe سترة ou سِتْرَة, également: As Sitra, Jazīrat Sitrah et Jazīrat as Sitra) est une île de Bahreïn située dans le golfe de Bahreïn, dans le golfe Persique.
Située au nord-est de l'île Principale, au sud de la capitale Manama, la population presque entièrement composée de musulmans chiites se répartit dans sept villages historiques : Wadyan, Al Kharijiya, Marquban, Al Garrya, Mahazza, Sufala et Abul Aish.
L'île, arrosée par plusieurs sources d'eau douce, était autrefois couverte de palmiers-dattiers et de fermes. L'économie de l'île étant alors essentiellement axée sur l'agriculture et la pêche. Les mangroves utilisées pour fixer la côte ouest ont presque disparu à cause du développement de l'île.
La région nord de Sitra a été transformée en une zone industrielle. Les réservoirs de stockage de pétrole de la BAPCO sont situés dans le sud. Sitra est également le terminus des 42 km du gazoduc en provenance à Dhahran en Arabie saoudite.
La chaussée de Sitra relie le nord de l'île de celle de Nabih Saleh et à Umm al Hussam, cité de la banlieue sur de Manama, la capitale du royaume.
Un petit pont au sud-ouest de Sitra rejoint également l'île de Bahreïn, à proximité des villages de Ma'ameer et Eker.